# 王士儀
王士儀 (1666—?)，字来庵，贵州銅仁人，清朝政治人物、同進士出身。
康熙甲子科，乡试第十三名举人，习易经，庚辰科会试，第三百名贡士，殿试，進士，三甲四十九名，改庶吉士。